# 帕尔梅拉-达斯米松伊斯
帕尔梅拉-达斯米松伊斯是巴西南大河州的一个市镇。总面积1415.703平方公里，总人口33846人，人口密度23.9人/平方公里。